# Santa Maria Madalena
Santa Maria Madalena – miasto i gmina w Brazylii, w stanie Rio de Janeiro. Znajduje się w mezoregionie Centro Fluminense i mikroregionie Santa Maria Madalena.